# Omán en los Juegos Paralímpicos de Atlanta 1996
Omán estuvo representado en los Juegos Paralímpicos de Atlanta 1996 por tres deportistas masculinos. El equipo paralímpico omaní no obtuvo ninguna medalla en estos Juegos.